# A. J. Edds
Andrew James Edds (* 18. září 1987 Greenwood, Indiana) je bývalý hráč amerického fotbalu, který nastupoval na pozici Linebackera. Byl draftován Miami Dolphins v roce 2010 ve čtvrtém kole Draftu NFL, předtím hrál univerzitní fotbal za University of Iowa.

## Profesionální kariéra

### Miami Dolphins
Edds byl draftován v roce 2010 ve 4. kole jako celkově 119. týmem Miami Dolphins. Ti od něj očekávali především kvalitní obranu proti passové hře, která ho zdobila na univerzitě v Iowě, ale během tréninkového kampu Dolphins v roce 2010 si přetrhl přední zkřížený vaz a pro zbytek sezóny se stal nepoužitelným. Na přestupovou listinu byl zapsán 5. září 2011.

### New England Patriots
6. září 2011 přestoupil do týmu New England Patriots. Znovu byl uvolněn 22. září, ale 24. obnovil kontrakt jako člen rezervního týmu.

### Indianapolis Colts
28. září 2011 podepsal novou smlouvu s Indianapolis Colts, kde se setkal se svým bývalým spoluhráčem Patem Angererem.

### New England Patriots
6. července 2013 podepsal druhou smlouvu s New England Patriots, nicméně již 19. srpna byl propuštěn.

### New York Jets
Edds podepsal smlouvu s New York Jets 19. května 2014, ale nevešel do zúženého kádru a 30. srpna 2014 byl propuštěn 2014. 1. září sice se stejným týmem obnovil smlouvu, ale 28. října byl difinitivně propuštěn.

### Jacksonville Jaguars
3. prosince 2014 Edds přestoupil do týmu Jacksonville Jaguars, aby zde nahradil zraněného startujícího pravého Tackla Austina Pasztora a nastoupil do dvou utkání základní části celkově.